# Dalaman
Dalaman là một huyện thuộc tỉnh Muğla, Thổ Nhĩ Kỳ. Huyện có diện tích 622 km² và dân số thời điểm năm 2007 là 31318 người, mật độ 50 người/km².